# Новая Сибирь
Но́вая Сиби́рь (якут. Саҥа Сибиир арыы) — остров в составе архипелага Новосибирских островов, группы островов Анжу. Площадь — около 6,2 тыс. км². Омывается Восточно-Сибирским морем, на западе отделён от соседнего острова Котельный (полуостров Фаддеевский) Благовещенским проливом (минимальное расстояние 32 км), с юго-запада омывается проливом Санникова. Остров входит в состав заказника Новосибирские острова и охранной зоны Государственного природного заповедника «Усть-Ленский».

## Физико-географическая характеристика
В целом, для острова характерен равнинный рельеф, осложнённый большим количеством и разнообразием форм рельефа, сформированного при участии криогенных (мерзлотных) экзогенных процессов. Плоские поверхности заняты полигональными тундрами, на склонах многочисленных холмов проявляются процессы солифлюкции и термокарста. На большом протяжении берега́ острова представляют собой обрыв вечномёрзлых пород до 10 — 17 м высотой, а на северном побережье до 25 м. В летний период происходит оттаивание грунта и обрушение кромок, активизируются оползневые процессы. Особенностью рельефа является приуроченность наиболее высоких холмов к периферии, а не к центральным частям острова. Таковые можно встретить на северном побережье — м. Высокий (47 м), м. Гористый (51 м) и Деревянные Горы на юго-западном побережье. В районе Деревянных Гор находится высшая точка острова — 79 м. 
Для острова характерна термоабразия, чему способствует деятельность моря, ненадолго освобождающегося от льдов. Абразионный тип берегов встречается почти повсеместно за исключением участков западного побережья, восточной части бухты Мира и устьев крупных рек, где развиты песчаные косы и полосы песчано-илистой осушки. Отступание абразионных берегов равномерно происходит практически по всему их фронту, без видимой корреляции с рисунком гидрографической сети — оттаивание вечной мерзлоты вдоль побережья приводит к его разрушению и к постепенному сокращению острова в размерах. Процессы разрушения берегов более интенсивны, чем процессы речной эрозии, на что указывают перехваченные морем верховья речек (р. Обвал, р. Береговой, р. Сутулой и др.), осталось менее 2 км до перехвата верховьев р. Средняя.

### Гидрография
Характерной особенностью гидросистемы острова является густая речная сеть. Из-за незначительных уклонов русла многих рек заболочены, а сами реки сильно меандрируют. Западная и центральная часть острова занята бассейном крупнейшей реки — река Большая протекает в средней части острова и впадает в бухту на его севере. Её водораздел проходит близко от побережий, в некоторых местах истоки притоков реки Большой находятся чуть ли не у береговых обрывов. Другие наиболее крупные речки — Надежная, Обуховская и Решетникова, первая из них имеет в длину более 50 км.
На острове много озёр, из них не менее десятка крупных размером более 1 км в поперечнике. Бо́льшая часть из них принадлежит бассейну реки Большая, крупнейшее из озер — Джара-Кюель или озеро Чёрных Гусей, превосходит 4 км в поперечнике. Озера Оттох-Кюеле, Джара-Кюёль и Мутное достигают 3 км.

## Флора и фауна
Из животных водятся олени, белые медведи, голубые песцы, росомахи и бурые мыши. Из птиц белые филины и куропатки, гуси, турпаны и гагары. В речках водятся 2 вида рыб: рогатка и зубатка.

## Исследование острова
Подданные Российской империи во главе с Эдуардом Толлем стали первыми европейцами, исследовавшими остров в 1886 году.